# Pinega
La Pinega (in russo Пинега?) è un fiume della Russia europea settentrionale (oblast' di Arcangelo), affluente di destra della Dvina Settentrionale.
Nasce da bassi rilievi nella parte sud-orientale della oblast' di Arcangelo dalla confluenza dei fiumi Belaja e Čërnaja; si dirige dapprima verso nord-nord-ovest, attraverso regioni prevalentemente pianeggianti e in alcune zone paludose. Nei pressi della cittadina omonima compie una ampia svolta di 90°, volgendo il suo corso verso sud-ovest; sfocia nella Dvina Settentrionale a 137 km dalla foce, nelle vicinanze dell'insediamento di Ust'-Pinega.
La Pinega è gelata tra metà ottobre - primi di novembre e metà aprile - inizio maggio; nei rimanenti mese, è navigabile per 580 km a monte della foce. I suoi maggiori affluenti sono: Vyja, Jula, Pokšenga, Ileša e Ëžuga.
Il bacino della Pinega comunica con quello del fiume Kuloj in seguito alla costruzione di un canale navigabile, che si distacca nelle vicinanze della cittadina di Pinega.